# イワキ (メガネ)
株式会社イワキ（IWAKI OPTICAL.CO.,LTD）は、日本の関東地方にて眼鏡・コンタクトレンズ・補聴器のチェーン店を展開する昭和期創業の企業である。耐熱ガラス等のメーカーであるイワキは、同名で混同されがちであるが、まったく別の明治期創業の製造業企業である。

## 沿革
- 1932年 東京・銀座にて岩城商店を創業。
- 1948年 岩城商店を株式会社として設立。
- 1953年 渋谷及び銀座の店舗を合併、株式会社岩城眼鏡店とする。
- 1961年 現社名に改称。
- 1986年 株式会社ポラリス・ジャパン設立。
- 1989年 アイメトリクス・システムズ（スイス）と合弁で株式会社アイメトリクス・ジャパン設立。